# Szuqurtum
Szuqurtum (akad. Šūqurtum, w transliteracji z pisma klinowego zapisywane šu-qur-tum, tłum. „Najdroższa”) – małżonka (sum. lukur) króla Szulgi (2096-2048 p.n.e.) z III dynastii z Ur. W trakcie wykopalisk w Ur odnaleziono wazę z kalcytu z umieszczoną na niej jej inskrypcją: „Szulgi, potężny mężczyzna, król Ur, król Sumeru i Akadu. Szuqur[tum] (jest) jego ukochaną małżonką. Co zaś się tyczy tego, kto usunie tę inskrypcję (i) zapisze tu swe (własne) imię, niechaj bogini Ninsun, moje (osobiste) bóstwo, i bóg Lugalbanda, mój pan, przeklną go”.